# Manriki Village
Manriki Village är en ort i Kiribati.   Den ligger i örådet Nikunau och ögruppen Gilbertöarna, i den sydöstra delen av landet, 500 km sydost om huvudstaden Tarawa. Manriki Village ligger 7 meter över havet och antalet invånare är 197. Den ligger på ön Nikunau Island.
Terrängen runt Manriki Village är mycket platt.  Närmaste större samhälle är Rungata, 2,2 km nordväst om Manriki Village. 